# Shai
Shai var i egyptisk mytologi ett andeväsen som förbands med varje individs öde. 
Varje person hade sin Shai. Anden assisterade individen från födseln till graven och försvarade därefter personen i samband med den slutgiltiga domen inför Osiris för att därefter ledsaga själen till sin plats i ”den andra världen”.